# 弓を削るキューピッド
『弓を削るキューピッド』（ゆみをけずるキューピッド、伊: Cupido che fabbrica l'arco、英: Cupid Making His Bow）は、イタリアのマニエリスム期の画家、パルミジャニーノによる1533–1535年頃の絵画である。オーストリア、ウィーンの美術史美術館に所蔵されている。

## 歴史
絵画は、パルミジャニーノの友人であり後援者でもあったパルマのフランチェスコ・バイアルドの目録に掲載されている。ルネサンス時代後期に『画家・彫刻家・建築家列伝』を著したジョルジョ・ヴァザーリは、バイアルドが『手で弓を作るキューピッド』を依頼したと書いている。
本作はマルカントニオ・カヴァルカに相続されたが、後にスペインのフェリペ2世の国務長官、アントニオ・ペレスの所有となり、スペインにもたらされた。 1579年にペレスは不名誉な出来事を起こし、絵画を神聖ローマ皇帝ルドルフ 2 世の使節に売却する羽目になった。しかし、スペイン王家により売却は認められず、本作は1603年になって、コレッジョの『ユピテルとイオ 』 、『ガニュメデスの略奪』とともにルドルフ２世による獲得が叶い、プラハに到着した。そして1631 年にウィーンのシャッツカマーに移された。
キューピッドの頭部の準備素描が、ルーヴル美術館の素描室 (ナンバー1662) に所蔵されている。本作は、数多くの画家によって頻繁に複製され、手本として使用された。ミュンヘンのアルテ・ピナコテークには、ヨーゼフ・ハインツ (父) とルーベンスによる複製がある。